# Montreux-Jeune
Montreux-Jeune je občina v departmaju Haut-Rhin francoske regije Alzacija.
Leta 1990 je v občini živelo 262 oseb oz. 78 oseb/km².